# 榎町 (新宿区)
榎町（えのきちょう）は、東京都新宿区の町名。「丁目」の設定のない単独町名である。住居表示未実施。

## 地理
新宿区の北東部に位置し牛込地域の町である。町域北部は、山吹町に接する。東部は天神町・東榎町にそれぞれ接する。南東部は、矢来町に接する。南部は南榎町・弁天町にそれぞれ接する。西部は、早稲田町に接する。北西部は早稲田鶴巻町に接する。町域内を外苑東通りが南北に縦貫する。
町域内は住宅地のほか、済松寺と大日本印刷榎町工場とをはじめ、寺院や印刷関連の企業が見られる。済松寺は、三代将軍・徳川家光が祖心尼のために建立した由緒ある寺として知られている。

## 歴史
昔、この付近に榎の大木があったことに由来する。具体的な位置は不明である。この榎の大木の根本は空洞になっていて、人が1人分入ることができるスペースがあったという。貞享（1684年-1688年）の頃、この空洞に「馬ぐそ仙人」と呼ばれる人物が住んでいた。その名の通り、馬や牛の糞を集めて、それを金銭に換えて生活していた。大人とは一言も話さなかったが、子供とは歌を書いた紙片をあげたりするなど、単なる無学の浮浪者ではなかったという。

## 世帯数と人口
2025年（令和7年）3月1日現在（新宿区発表）の世帯数と人口は以下の通りである。
- 世帯数 : 529世帯
- 人口 : 702人

### 人口の変遷
国勢調査による人口の推移。
| 年                 | 人口 |
| ------------------ | ---- |
| 1995年（平成7年）  | 600  |
| 2000年（平成12年） | 573  |
| 2005年（平成17年） | 615  |
| 2010年（平成22年） | 614  |
| 2015年（平成27年） | 642  |
| 2020年（令和2年）  | 720  |

### 世帯数の変遷
国勢調査による世帯数の推移。
| 年                 | 世帯数 |
| ------------------ | ------ |
| 1995年（平成7年）  | 279    |
| 2000年（平成12年） | 306    |
| 2005年（平成17年） | 372    |
| 2010年（平成22年） | 393    |
| 2015年（平成27年） | 433    |
| 2020年（令和2年）  | 536    |

## 学区
区立小・中学校に通う場合、学区は以下の通りとなる（2018年8月時点）。
- 区域 : 全域
  - 小学校 : 新宿区立早稲田小学校
  - 中学校 : 新宿区立牛込第二中学校

## 事業所
2021年（令和3年）現在の経済センサス調査による事業所数と従業員数は以下の通りである。
- 事業所数 : 73事業所
- 従業員数 : 2,537人

### 事業者数の変遷
経済センサスによる事業所数の推移。
| 年                 | 事業者数 |
| ------------------ | -------- |
| 2016年（平成28年） | 70       |
| 2021年（令和3年）  | 73       |

### 従業員数の変遷
経済センサスによる従業員数の推移。
| 年                 | 従業員数 |
| ------------------ | -------- |
| 2016年（平成28年） | 3,230    |
| 2021年（令和3年）  | 2,537    |

## 施設
- 東京都立新宿山吹高等学校（敷地の一部）
- 大日本印刷榎町工場

## その他

### 日本郵便
- 郵便番号 : 162-0806[3]（集配局 : 牛込郵便局[16]）。